# Scuola di Reims

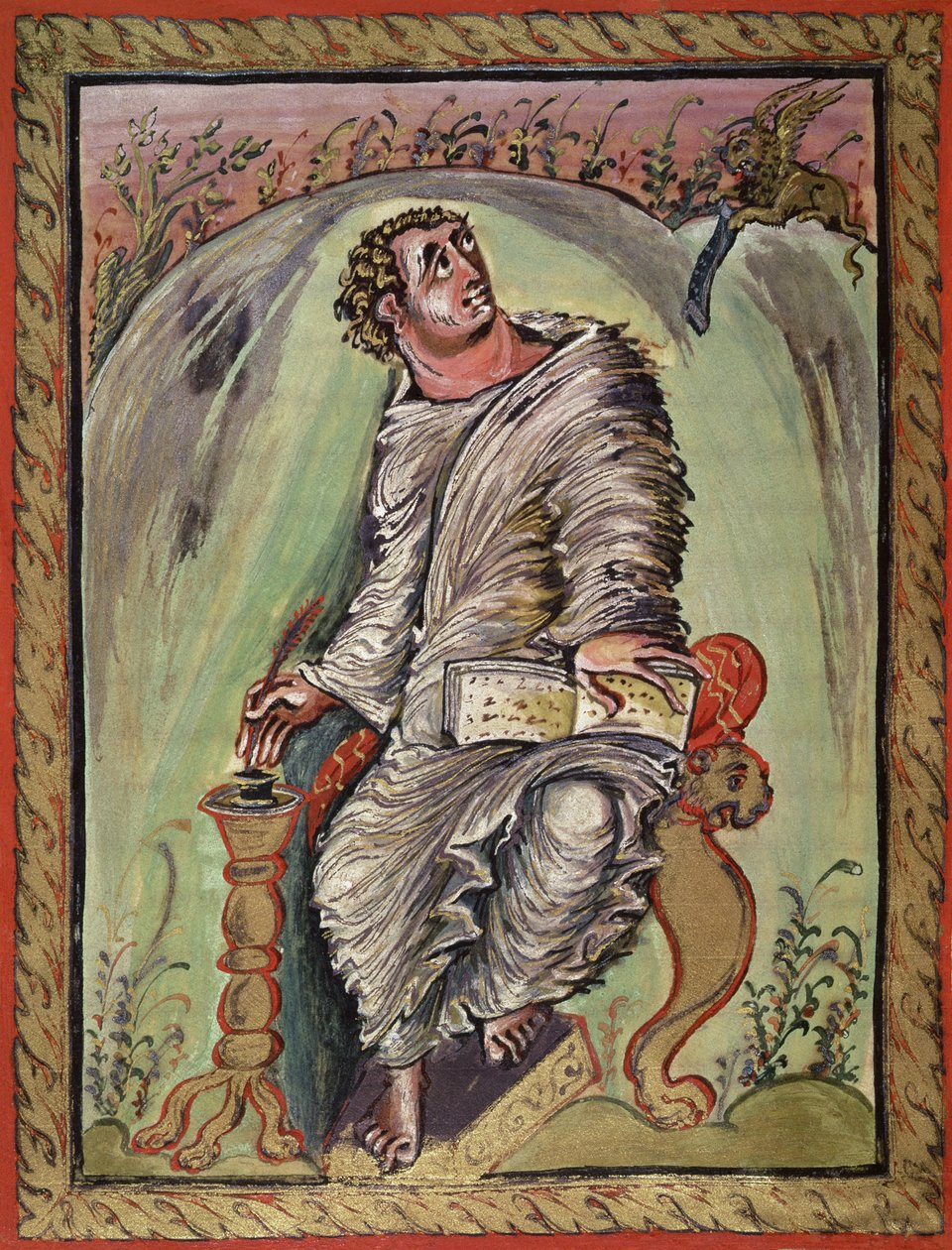
San Marco dai Vangeli di Ebbone (816 – 835)

La Scuola di Reims era la scuola della cattedrale di Reims in Francia, attiva durante il Medioevo. Il termine è utilizzato anche per indicare uno stile artistico dell'arte carolingia, che si è poi diffuso nell'arte ottoniana in opere come le figure in rilievo dorato sulla copertina del Codex Aureo d'Echternach, realizzate probabilmente a Treviri negli anni novanta del IX secolo. L'arcivescovo Ebbone († 851) promosse la produzione artistica nell'abbazia d'Hautvillers, vicino alla città. Tra le opere più importanti probabilmente ivi realizzate nel IX secolo si annoverano: i Vangeli di Ebbone (816 – 835), il Salterio di Utrecht, che fu forse il più importante di tutti i manoscritti carolingi, e il Fisiologo di Berna (Physiologus Bernensis).
Fondata dall'arcivescovo Folco (822-900), la scuola della cattedrale attirò grandi nomi come Incmaro, arcivescovo di Reims tra l'845 e l'882, il cronista Flodoardo (c. 893–966), Richerio, monaco di Saint-Remi (morto dopo il 998) e Gerberto d'Aurillac (c. 946–1003), che divenne arcivescovo di Reims e in seguito papa Silvestro II. Poco dopo che Gerberto se ne andò, la scuola perse importanza e se ne hanno poche notizie nella prima metà dell'XI secolo. Fu rifondata a metà del secolo sotto la guida del cancelliere Herimann. Nessuno degli scritti di Herimann è sopravvissuto, ma i contemporanei lo descrivono come un grande studioso. Mentre Herimann era maestro, nella scuola insegnava anche Bruno di Colonia, anch'egli illustre studioso che in seguito avrebbe fondato i Certosini dopo essere stato espulso dalla scuola in seguito a una disputa con l'arcivescovo Manasse I di Reims. Dal 1076 al 1094 circa il successivo cancelliere della scuola fu il poeta Goffredo di Reims che ne mantenne alta la reputazione.
Dopo Goffredo la scuola subì un altro declino. Il successivo cancelliere, Odalrico, fu assai coinvolto nelle controversie politiche della zona. Divenne cardinale ma non se ne rileva un impatto positivo sulla scuola. Nello stesso periodo la vicina scuola di Laon guidata dallo studioso Anselmo, eclissò la scuola di Reims quanto a importanza regionale. Reims riemerse quando Anselmo morì nel 1117 e il suo studente più illustre, Alberico, tornò nella città natale per guidare la scuola.